# Stàraia Xaràpovka
Stàraia Xaràpovka (en rus: Старая Шараповка) és un poble de l'óblast d'Omsk, a Rússia, que en el cens del 2010 tenia 495 habitants. Pertany al districte rural de Mariànovka.